# Elena Meissner
Pour les articles homonymes, voir Meissner.
Elena Meissner (née Buznea, en 1867, à Huși - d.1940), diplômée de l'Institut Humpel (établissement scolaire) de Iași, fut une des figures marquantes de l’avènement des valeurs féminines dans la société roumaine. Elle a milité pour que soit accordé le droit de vote aux femmes en Roumanie.
En 1919 fut créée l' Asociația de Emancipare Civilă și Politică a Femeii Române [Association d'émancipation civile et politique des femmes roumaines] dirigée par Elena Meissner.
Lors du IVe Congrès de l'Union des Femmes roumaines, en 1923, c'est par Elena Meissner et Popovici Logoteți, qu'a été rendue possible l'adhésion des sociétés des femmes de la Moldavie et de Bucovine à l'Union. Lors de ce Congrès, Elena Meissner a souligné que les femmes avaient atteint dans leur travail le stade conduisant à leur participation à la vie de l'État. Elena Meissner a contribué à la création des sociétés suivantes : Colonia Școlară [La colonie scolaire], Cercurile de Gospodine [Les cercles de femmes au foyer], Nevoile Iașilor [Les besoins de Iasi], Ocrotirea cu Rele Porniri [La protection contre les Mauvaises Tendances]. Son activé fut efficace dans le cadre d'autres associations : Cantina Școlară [La cantine scolaire], Caravana Milosteniei [La caravane de la miséricorde], Amicele Tinerelor Fete [Les amies des jeunes filles], Societatea Ortodoxă [La société orthodoxe], Reuniunea Femeilor Române [L'union des femmes roumaines], Crucea Roșie [la Croix-Rouge]. 
Pendant la période où elle a assuré la direction du foyer Elena Doamna [Azilul Elena Doamna] de Iaşi, elle se rendit en Suède pour se former au tissage au métier. Le foyer hébergeait des orphelines d'origine très modeste, des infirmes, des prêtres et des enseignants sans-le-sou et leur offrait la possibilité d'apprendre un métier, tel que le tissage au métier.
Après avoir en 1929 cessé ses activités au Lycée Doamna Oltea de Iași, où elle avait enseigné l'histoire, la philosophie et la pédagogie, Elena Meissner a eu une activité politique soutenue. Ainsi, en 1932, lors d'un congrès féministe organisé par Uniunea Femeilor Române [l'Union des Femmes roumaines] à Iași, elle a demandé à tous les participants une concertation sur l'éducation des paysannes, pour leur faire connaître leurs droits et obligations au sein de la communauté, d'autant plus qu'en 1932, le Code Civil avait conféré à toutes les femmes leurs pleins droits civiques. Les activités éducatives étaient censées encourager le sens des responsabilités envers la famille et promouvoir une robuste éthique de travail, de sorte à dissuader les jeunes femmes âgées de moins de 20 ans de quitter leurs villages pour les villes. Elle appuya également certaines organisations de soutien et de protection de femmes jeunes et pauvres.
Elena Meissner fut l'épouse de Constantin Meissner, membre d’honneur  de l’Académie roumaine.

## Publications
- Dreptatea causei feministe [La justice de la cause féministe], 1923
- Extensiunea activității femeii în afară de casă [L'extension de l'activité de la femme à l'extérieur de la maison], 1924
- Câteva cuvinte în chestia alcoolismului [Quelques mots à propos de l’alcoolisme] 1924 en collaboration avec Paula Petrea